# Pseudocheilinus tetrataenia
Pseudocheilinus tetrataenia е вид лъчеперка от семейство Labridae.

## Разпространение
Видът е разпространен в Американска Самоа, Гуам, Кирибати, Малки далечни острови на САЩ, Маршалови острови, Микронезия, Ниуе, Нова Каледония, Острови Кук, Питкерн, Самоа, САЩ, Северни Мариански острови, Токелау, Тонга, Уолис и Футуна, Френска Полинезия и Япония.